# Orzyc
Die Orzyc [ˈɔʒɨt͡s] (deutsch Orschütz) ist ein rechter Zufluss des Narew in Polen.

## Geografie
Die Orzyc entspringt östlich von Mława im Grenzgebiet der Woiwodschaft Ermland-Masuren und der Woiwodschaft Masowien, fließt zunächst in nordnordöstlicher und sodann in südöstlicher Richtung, durchfließt Chorzele, wendet sich dann nach Süden und durchläuft Maków Mazowiecki. Bei Przeradowo mündet sie nach einem Lauf von 146 km in den Narew. Ihr Einzugsgebiet wird mit 2077 km² angegeben.